# Dendrobium stolleanum
Dendrobium stolleanum är en orkidéart som beskrevs av Rudolf Schlechter. Dendrobium stolleanum ingår i släktet Dendrobium, och familjen orkidéer. Inga underarter finns listade i Catalogue of Life.